# Michel Jacquemin
Pour les articles homonymes, voir jacquemin.
Michel Jacquemin est un homme politique français, né le 14 mai 1939 à Besançon et mort le 5 mai 2009 dans cette même ville.

## Biographie
Ingénieur, il crée sa propre entreprise « Thermique Franc-Comtoise ».
Ses nombreux contacts dans le monde professionnel le mènent à la tête de la Chambre de commerce et d'industrie du Doubs en 1976. Il développe alors de nombreux projets en lien étroit avec Edgar Faure.
En 1986, il est élu député UDF de la 2e circonscription du Doubs. Réélu en 1988 et 1993, il est battu en 1997. Il a été également conseiller municipal de Besançon de 1989 à 2001 et conseiller régional de Franche-Comté de 1992 à 1998.
Michel Jacquemin a aussi été président du mouvement Européen Franche-Comté de 2001 à 2006. Il a milité très tôt pour le TGV Rhin-Rhône, ainsi que pour le projet de canal à grand gabarit du Rhône au Rhin.
En 1999, il cède son entreprise et s’inscrit à l'université pour entreprendre une thèse d’histoire.

## Collectionneur
En 2020, à la suite d'un legs de son épouse Christiane, sa collection de 600 estampes artistiques enrichit le cabinet des arts graphiques du musée des beaux-arts et d’archéologie de Besançon, tandis que 360 ouvrages et 200 cartes géographiques anciennes concernant la Franche-Comté ont rejoint les fonds de la bibliothèque municipale de Besançon. Une exposition est organisée au musée du 20 novembre 2021 au 27 mars 2022 et un catalogue publié.